# Alpiner Skieuropacup Damen
Diese Liste enthält die Siegerinnen des Alpinen Skieuropacups der Damen. Neben der Ersten der Gesamtwertung sind auch die Gewinnerinnen der einzelnen Disziplinenwertungen angegeben.
| Saison    | Gesamt                                | Abfahrt                            | Super-G               | Riesenslalom                                   | Slalom                            | Super-Kombination     |
| --------- | ------------------------------------- | ---------------------------------- | --------------------- | ---------------------------------------------- | --------------------------------- | --------------------- |
| 2024/2025 | Nadine Fest                           | Nadine Fest                        | Nadine Fest           | Nina Astner                                    | Marion Chevrier                   | –                     |
| 2023/2024 | Janine Schmitt                        | Emily Schöpf                       | Janine Schmitt        | Ilaria Ghisalberti                             | Bianca Bakke Westhoff             | –                     |
| 2022/2023 | Nadine Fest                           | Nadine Fest                        | Michaela Heider       | Hilma Lövblom                                  | Moa Boström Müssener              | –                     |
| 2021/2022 | Franziska Gritsch                     | Juliana Suter                      | Christina Ager        | Simone Wild                                    | Aline Danioth                     | –                     |
| 2020/2021 | Marte Monsen                          | Lisa Grill                         | Jasmina Suter         | Marte Monsen                                   | Andreja Slokar                    | –                     |
| 2019/2020 | Nadine Fest                           | Nadine Fest                        | Nadine Fest           | Sara Rask                                      | Jessica Hilzinger                 | Nadine Fest           |
| 2018/2019 | Elisabeth Reisinger                   | Elisabeth Reisinger                | Elisabeth Reisinger   | Kaja Norbye                                    | Lara Della Mea                    | Nicole Good           |
| 2017/2018 | Nina Ortlieb                          | Ariane Rädler                      | Lisa Hörnblad         | Kristine Gjelsten Haugen                       | Aline Danioth                     | Lisa Hörnblad         |
| 2016/2017 | Kristina Riis-Johannessen             | Sabrina Maier                      | Nadine Fest           | Kristin Lysdahl                                | Anna Swenn-Larsson                | Nadine Fest           |
| 2015/2016 | Maren Skjøld                          | Kira Weidle                        | Verena Gasslitter     | Stephanie Brunner                              | Maren Skjøld                      | Maren Skjøld          |
| 2014/2015 | Ricarda Haaser                        | Ramona Siebenhofer                 | Romane Miradoli       | Ricarda Haaser                                 | Lisa-Maria Zeller                 | Marion Pellissier     |
| 2013/2014 | Michelle Gisin                        | Corinne Suter                      | Corinne Suter         | Ylva Stålnacke                                 | Michelle Gisin                    | Maria Therese Tviberg |
| 2012/2013 | Ramona Siebenhofer                    | Sofia Goggia                       | Cornelia Hütter       | Ramona Siebenhofer                             | Michela Azzola                    | Romane Miradoli       |
| 2011/2012 | Lisa Magdalena Agerer                 | Lisa Magdalena Agerer              | Enrica Cipriani       | Lisa Magdalena Agerer                          | Veronika Zuzulová                 | Sofia Goggia          |
| 2010/2011 | Jessica Depauli                       | Stefanie Moser Mariella Voglreiter | Jessica Depauli       | Lisa Magdalena Agerer                          | Fanny Chmelar                     | Jessica Depauli       |
| 2009/2010 | Lena Dürr                             | Rabea Grand                        | Mariella Voglreiter   | Lene Løseth                                    | Bernadette Schild                 | Elena Curtoni         |
| 2008/2009 | Karin Hackl                           | Stefanie Moser                     | Margret Altacher      | Karin Hackl                                    | Marianne Mair                     | Jessica Pünchera      |
| 2007/2008 | Lara Gut                              | Lara Gut                           | Lara Gut              | Stefanie Köhle                                 | Irene Curtoni                     | Anna Fenninger        |
| 2006/2007 | Anna Fenninger                        | Christine Sponring                 | Anna Fenninger        | Camilla Alfieri                                | Veronika Zuzulová                 | Maruša Ferk           |
| 2005/2006 | Anna Fenninger                        | Rabea Grand                        | Katja Wirth           | Anna Fenninger                                 | Sandrine Aubert                   | Corinne Anselmet      |
| 2004/2005 | Andrea Fischbacher                    | Carmen Casanova                    | Ingrid Rumpfhuber     | Michaela Kirchgasser                           | Katarzyna Karasińska              | –                     |
| 2003/2004 | Karin Blaser                          | Karin Blaser                       | Kathrin Wilhelm       | Audrey Peltier                                 | Monika Bergmann Veronika Zuzulová | –                     |
| 2002/2003 | Elisabeth Görgl                       | Katja Wirth                        | Martina Lechner       | Elisabeth Görgl                                | Elisabeth Görgl                   | –                     |
| 2001/2002 | Maria Riesch                          | Maria Riesch                       | Katja Wirth           | Britt Janyk                                    | Line Viken                        | –                     |
| 2000/2001 | Lilian Kummer                         | Ingrid Rumpfhuber                  | Barbara Kleon         | Lilian Kummer                                  | Henna Raita                       | –                     |
| 1999/2000 | Selina Heregger                       | Kerstin Reisenhofer                | Corinne Imlig         | Selina Heregger                                | Emma Pezzedi                      | –                     |
| 1998/1999 | Silvia Berger                         | Silvia Berger                      | Eveline Rohregger     | Silvia Berger                                  | Stéphanie Clément-Guy             | –                     |
| 1997/1998 | Marianna Salchinger                   | Marianna Salchinger                | Tanja Schneider       | Anja Pärson                                    | Henna Raita                       | –                     |
| 1996/1997 | Marianna Salchinger                   | Marianna Salchinger                | Marianna Salchinger   | Ingrid Jacquemod                               | Trine Bakke                       | –                     |
| 1995/1996 | Sylviane Berthod Swetlana Gladyschewa | Swetlana Gladyschewa               | Sylviane Berthod      | Andrine Flemmen Selina Heregger Barbara Milani | Angela Zimmermann                 | –                     |
| 1994/1995 | Karin Köllerer                        | Kristine Kristiansen               | Madlen Summermatter   | Corinne Rey-Bellet                             | Kristina Andersson                | –                     |
| 1993/1994 | Mélanie Turgeon                       | Warwara Selenskaja                 | Andrine Flemmen       | Anne Berge                                     | Christiane Abenthung              | –                     |
| 1992/1993 | Kristina Andersson                    | Eleonore Richon                    | Sophie Lefranc        | Sabina Panzanini                               | Christina Riegel                  | –                     |
| 1991/1992 | Lara Magoni                           | Swetlana Gladyschewa               | Alexandra Meissnitzer | Marcella Biondi                                | Annelise Coberger                 | –                     |
| 1990/1991 | Alexandra Meissnitzer                 | Gabriele Papp                      | Alexandra Meissnitzer | Alexandra Meissnitzer                          | Annelise Coberger                 | –                     |
| 1989/1990 | Agneta Hjorth                         | –                                  | Karin Köllerer        | Merete Fjeldavlie                              | Elfi Eder                         | –                     |
| 1988/1989 | Sabine Ginther                        | Sabine Ginther                     | Emi Kawabata          | Elisabeth Giger                                | Monique Pelletier                 | –                     |
| 1987/1988 | Petra Bernet                          | Barbara Sadleder                   | Petra Bernet          | Sandra Burn                                    | Camilla Lundbäck                  | –                     |
| 1986/1987 | Christa Kinshofer                     | Marlis Spescha                     | Christa Kinshofer     | Christa Kinshofer                              | Christine von Grünigen            | –                     |
| 1985/1986 | Manuela Rüf                           | Chantal Bournissen                 | Astrid Geisler        | Cecilia Lucco                                  | Catharina Glassér-Bjerner         | –                     |
| 1984/1985 | Karin Buder                           | Astrid Geisler                     | –                     | Regula Betschart                               | Karin Buder                       | –                     |
| 1983/1984 | Anita Wachter                         | Gudrun Arnitz                      | –                     | Anita Wachter                                  | Ulrike Maier                      | –                     |
| 1982/1983 | Christine von Grünigen                | Veronika Wallinger                 | –                     | Christine von Grünigen                         | Christine von Grünigen            | –                     |
| 1981/1982 | Sonja Stotz                           | Sieglinde Winkler                  | –                     | Corinne Eugster Claudia Riedl                  | Rosi Aschenwald                   | –                     |
| 1980/1981 | Diane Haight                          | Laure Alberti                      | –                     | Blanca Fernández Ochoa                         | Dorota Mogore-Tlałka              | –                     |
| 1979/1980 | Erika Gfrerer                         | Erika Gfrerer                      | –                     | Erika Gfrerer                                  | Olga Charvátová                   | –                     |
| 1978/1979 | Bente Dahlum                          | Heidi Riedler                      | –                     | Torill Fjeldstad                               | Cinzia Valt                       | –                     |
| 1977/1978 | Christine Loike                       | Monika Bader                       | –                     | Christine Loike                                | Wilma Gatta                       | –                     |
| 1976/1977 | Ursula Konzett                        | Evelyne Dirren Martina Ellmer      | –                     | Ursula Konzett                                 | Martine Couttet                   | –                     |
| 1975/1976 | Gabi Hauser                           | Gabi Hauser                        | –                     | Maria Schlechter                               | Thea Gamper                       | –                     |
| 1974/1975 | Dagmar Kuzmanová                      | Angelika Rudigier                  | –                     | Marlies Mathis                                 | Dagmar Kuzmanová                  | –                     |
| 1973/1974 | Elena Matous                          | Elfi Deufl                         | –                     | Conchita Puig                                  | Elena Matous                      | –                     |
| 1972/1973 | Martine Couttet                       | Angelika Rudigier                  | –                     | Martine Ducroz                                 | Martine Couttet                   | –                     |
| 1971/1972 | Fabienne Serrat                       | Brigitte Jeandel                   | –                     | Irmgard Lukasser                               | Fabienne Serrat                   | –                     |